# چیچالی‌غلامرضا
چیچالی‌غلامرضا، روستایی از توابع بخش مرکزی شهرستان اندیمشک در استان خوزستان ایران است.

## جمعیت
این روستا در دهستان حومه قرار دارد و براساس سرشماری مرکز آمار ایران در سال ۱۳۸۵، جمعیت آن ۱۰۷ نفر (۲۰خانوار) بوده‌است.مردم منطقه از طوایف مختلف ایل سکوند می باشند.